# Sarua
Sarua is een bestuurslaag in het regentschap Tangerang Selatan van de provincie Banten, Indonesië. Sarua telt 32.995 inwoners (volkstelling 2010).